# Greenbird

Le Greenbird est le char à voile avec lequel l'Anglais Richard Jenkins (en) a battu le 26 mars 2009 le record du monde de vitesse terrestre à la voile (202.9 km/h), sur le lac asséché d'Ivanpah (en) (USA Californie). Le vent réel était de 50 km/h.